# Вежховіни (Мазовецьке воєводство)
Вежховіни (пол. Wierzchowiny) — село в Польщі, у гміні Єдлінськ Радомського повіту Мазовецького воєводства.
Населення — 623 особи (2011).
У 1975-1998 роках село належало до Радомського воєводства.

## Демографія
Демографічна структура станом на 31 березня 2011 року:
|          | Загалом | Допрацездатний вік | Працездатний вік | Постпрацездатний вік |
| -------- | ------- | ------------------ | ---------------- | -------------------- |
| Чоловіки | 299     | 73                 | 198              | 28                   |
| Жінки    | 324     | 70                 | 203              | 51                   |
| Разом    | 623     | 143                | 401              | 79                   |